# List of Lights, Buoys and Fog Signals
Die List of Lights, Buoys and Fog Signals (Liste der Leuchtfeuer, Tonnen und Nebelsignale) ist eine Reihe von vier Handbüchern der kanadischen Küstenwache. Sie enthalten Informationen über die Eigenschaften und Position von Leuchttürmen, Leuchttonnen und Nebelsignalen an den Küsten und Gewässern Kanadas.
Die vier Teile sind:
- Neufundland und Labrador
- Rest der Atlantikküste (einschließlich St. Lawrence Bay und Saint Lawrence River)
- Binnengewässer (westlich von Montreal, östlich von British Columbia)
- Pazifikküste (einschließlich der Flüsse und Seen von British Columbia)

Alle Listen sind online im PDF- und HTML-Format verfügbar.